# Science-Fiction-Jahr 1999
Übersicht

◄◄ | ◄ | 1995 | 1996 | 1997 | 1998 | Science-Fiction-Jahr 1999 | 2000 | 2001 | 2002 | 2003 | ► | ►►

Weitere Ereignisse

## Ereignisse
- Die Storyolympiade wurde aus der Taufe gehoben.